# Gran Premio de Japón de Motociclismo de 2002
El Gran Premio de Japón de Motociclismo de 2002 fue la primera prueba del Campeonato del Mundo de Motociclismo de 2002. Tuvo lugar en el fin de semana del 5 al 7 de abril de 2002 en el Circuito de Suzuka, situado en Suzuka, Prefectura de Mie, Japón.
La carrera de MotoGP fue ganada por Valentino Rossi, seguido de Akira Ryo y Carlos Checa. Osamu Miyazaki ganó la prueba de 250cc, por delante de Daisaku Sakai y Randy de Puniet. La carrera de 125cc fue ganada por Arnaud Vincent, Mirko Giansanti fue segundo y Manuel Poggiali tercero.

## Resultados

### MotoGP
| Pos.    | N.º | Piloto                   | Constructor | Vueltas | Tiempo     | Parrilla | Pts. |
| ------- | --- | ------------------------ | ----------- | ------- | ---------- | -------- | ---- |
| 1       | 46  | Valentino Rossi          | Honda       | 21      | 49:32,766  | 1        | 25   |
| 2       | 33  | Akira Ryō                | Suzuki      | 21      | +1,550     | 7        | 20   |
| 3       | 7   | Carlos Checa             | Yamaha      | 21      | +8,353     | 4        | 16   |
| 4       | 72  | Shin'ichi Itō            | Honda       | 21      | +10,829    | 3        | 13   |
| 5       | 6   | Norifumi Abe             | Yamaha      | 21      | +20,423    | 12       | 11   |
| 6       | 4   | Alexandre Barros         | Honda       | 21      | +32,259    | 13       | 10   |
| 7       | 9   | Nobuatsu Aoki            | Proton KR   | 21      | +39,633    | 15       | 9    |
| 8       | 55  | Régis Laconi             | Aprilia     | 20      | +1 vuelta  | 19       | 8    |
| 9       | 65  | Loris Capirossi          | Honda       | 20      | +1 vuelta  | 2        | 7    |
| 10      | 74  | Daijirō Katō             | Honda       | 20      | +1 vuelta  | 6        | 6    |
| 11      | 31  | Tetsuya Harada           | Honda       | 20      | +1 vuelta  | 16       | 5    |
| 12      | 21  | John Hopkins             | Yamaha      | 16      | +5 vueltas | 18       | 4    |
| –       | 11  | Tōru Ukawa               | Honda       | 18      |            | 11       |      |
| –       | 56  | Shin'ya Nakano           | Yamaha      | 17      |            | 9        |      |
| –       | 99  | Jeremy McWilliams        | Proton KR   | 16      |            | 21       |      |
| –       | 15  | Sete Gibernau            | Suzuki      | 12      |            | 14       |      |
| –       | 19  | Olivier Jacque           | Yamaha      | 12      |            | 8        |      |
| –       | 10  | Kenneth Roberts          | Suzuki      | 6       |            | 10       |      |
| –       | 3   | Massimiliano Biaggi      | Yamaha      | 6       |            | 5        |      |
| –       | 17  | Jurgen van den Goorbergh | Honda       | 4       |            | 20       |      |
| –       | 8   | Garry McCoy              | Yamaha      | 2       |            | 17       |      |
| Fuente: |     |                          |             |         |            |          |      |

### 250cc
| Pos.    | N.º | Piloto            | Constructor | Vueltas | Tiempo    | Parrilla | Pts. |
| ------- | --- | ----------------- | ----------- | ------- | --------- | -------- | ---- |
| 1       | 89  | Osamu Miyazaki    | Yamaha      | 19      | 47:09.454 | 8        | 25   |
| 2       | 50  | Daisaku Sakai     | Honda       | 19      | +6.941    | 12       | 20   |
| 3       | 17  | Randy de Puniet   | Aprilia     | 19      | +29.020   | 2        | 16   |
| 4       | 7   | Emilio Alzamora   | Honda       | 19      | +45.300   | 6        | 13   |
| 5       | 9   | Sebastián Porto   | Yamaha      | 19      | +45.495   | 7        | 11   |
| 6       | 8   | Naoki Matsudo     | Yamaha      | 19      | +54.725   | 10       | 10   |
| 7       | 49  | Choujun Kameya    | Honda       | 19      | +1:00.572 | 22       | 9    |
| 8       | 4   | Roberto Rolfo     | Honda       | 19      | +1:02.287 | 14       | 8    |
| 9       | 6   | Alex Debón        | Aprilia     | 19      | +1:18.282 | 5        | 7    |
| 10      | 21  | Franco Battaini   | Aprilia     | 19      | +1:19.377 | 4        | 6    |
| 11      | 24  | Toni Elías        | Aprilia     | 19      | +1:31.481 | 11       | 5    |
| 12      | 92  | Hiroshi Aoyama    | Honda       | 19      | +1:50.269 | 13       | 4    |
| 13      | 10  | Fonsi Nieto       | Aprilia     | 19      | +1:56.005 | 1        | 3    |
| 14      | 51  | Hugo Marchand     | Aprilia     | 19      | +2:06.670 | 26       | 2    |
| 15      | 22  | Raúl Jara         | Aprilia     | 18      | +1 vuelta | 20       | 1    |
| 16      | 15  | Roberto Locatelli | Aprilia     | 18      | +1 vuelta | 9        |      |
| Ret     | 11  | Haruchika Aoki    | Honda       | 18      | Caída     | 17       |      |
| Ret     | 19  | Leon Haslam       | Honda       | 16      | Ret       | 25       |      |
| Ret     | 25  | Vincent Philippe  | Aprilia     | 14      | Caída     | 23       |      |
| Ret     | 3   | Marco Melandri    | Aprilia     | 13      | Caída     | 3        |      |
| Ret     | 41  | Jarno Janssen     | Honda       | 9       | Caída     | 27       |      |
| Ret     | 18  | Shahrol Yuzy      | Yamaha      | 7       | Caída     | 18       |      |
| Ret     | 12  | Jason Vincent     | Honda       | 4       | Caída     | 24       |      |
| Ret     | 76  | Taro Sekiguchi    | Yamaha      | 2       | Caída     | 21       |      |
| Ret     | 48  | Shinichi Nakatomi | Honda       | 1       | Caída     | 19       |      |
| Ret     | 32  | Héctor Faubel     | Aprilia     | 1       | Caída     | 28       |      |
| Ret     | 27  | Casey Stoner      | Aprilia     | 0       | Caída     | 15       |      |
| DNS     | 42  | David Checa       | Aprilia     |         |           | 16       |      |
| DNQ     | 28  | Dirk Heidolf      | Aprilia     |         |           |          |      |
| Fuente: |     |                   |             |         |           |          |      |

### 125cc
| Pos.    | N.º | Piloto                   | Constructor | Vueltas | Tiempo     | Parrilla | Pts. |
| ------- | --- | ------------------------ | ----------- | ------- | ---------- | -------- | ---- |
| 1       | 21  | Arnaud Vincent           | Aprilia     | 18      | +46:22.971 | 2        | 25   |
| 2       | 6   | Mirko Giansanti          | Honda       | 18      | +1.164     | 15       | 20   |
| 3       | 1   | Manuel Poggiali          | Gilera      | 18      | +2.558     | 5        | 16   |
| 4       | 9   | Noboru Ueda              | Honda       | 18      | +3.479     | 18       | 13   |
| 5       | 16  | Simone Sanna             | Aprilia     | 18      | +10.188    | 19       | 11   |
| 6       | 66  | Shuhei Aoyama            | Honda       | 18      | +23.056    | 12       | 10   |
| 7       | 47  | Ángel Rodríguez Campillo | Aprilia     | 18      | +23.653    | 13       | 9    |
| 8       | 26  | Dani Pedrosa             | Honda       | 18      | +33.488    | 1        | 8    |
| 9       | 4   | Lucio Cecchinello        | Aprilia     | 18      | +34.285    | 3        | 7    |
| 10      | 23  | Gino Borsoi              | Aprilia     | 18      | +47.304    | 11       | 6    |
| 11      | 7   | Stefano Perugini         | Italjet     | 18      | +1:01.770  | 24       | 5    |
| 12      | 12  | Klaus Nöhles             | Honda       | 18      | +1:06.064  | 14       | 4    |
| 13      | 25  | Joan Olivé               | Honda       | 18      | +1:28.936  | 25       | 3    |
| 14      | 19  | Alex Baldolini           | Aprilia     | 18      | +1:36.264  | 29       | 2    |
| 15      | 17  | Steve Jenkner            | Aprilia     | 18      | +1:56.859  | 7        | 1    |
| 16      | 80  | Héctor Barberá           | Aprilia     | 18      | +2:11.594  | 33       |      |
| 17      | 31  | Mattia Angeloni          | Gilera      | 18      | +2:14.164  | 37       |      |
| 18      | 20  | Imre Tóth                | Honda       | 18      | +2:17.104  | 36       |      |
| 19      | 46  | Sunathai Chaemsap        | Honda       | 18      | +2:35.641  | 23       |      |
| Ret     | 33  | Stefano Bianco           | Aprilia     | 15      | Caída      | 20       |      |
| Ret     | 65  | Toshihisa Kuzuhara       | Honda       | 14      | Caída      | 22       |      |
| Ret     | 18  | Jakub Smrž               | Honda       | 13      | Caída      | 26       |      |
| Ret     | 41  | Youichi Ui               | Derbi       | 12      | Caída      | 10       |      |
| Ret     | 57  | Chaz Davies              | Aprilia     | 12      | Caída      | 27       |      |
| Ret     | 39  | Jaroslav Huleš           | Aprilia     | 7       | Caída      | 4        |      |
| Ret     | 50  | Andrea Ballerini         | Honda       | 7       | Caída      | 30       |      |
| Ret     | 36  | Mika Kallio              | Honda       | 7       | Caída      | 31       |      |
| Ret     | 5   | Masao Azuma              | Honda       | 6       | Caída      | 6        |      |
| Ret     | 34  | Andrea Dovizioso         | Honda       | 6       | Caída      | 28       |      |
| Ret     | 8   | Gábor Talmácsi           | Italjet     | 5       | Ret        | 21       |      |
| Ret     | 84  | Michel Fabrizio          | Gilera      | 5       | Ret        | 35       |      |
| Ret     | 10  | Jarno Müller             | Honda       | 5       | Caída      | 16       |      |
| Ret     | 67  | Hideyuki Ogata           | Honda       | 4       | Caída      | 32       |      |
| Ret     | 22  | Pablo Nieto              | Aprilia     | 3       | Caída      | 17       |      |
| Ret     | 15  | Alex de Angelis          | Aprilia     | 1       | Caída      | 8        |      |
| Ret     | 11  | Max Sabbatani            | Aprilia     | 0       | Caída      | 9        |      |
| Ret     | 68  | Akira Komuro             | Honda       | 0       | Caída      | 34       |      |
| Fuente: |     |                          |             |         |            |          |      |

### Calentamiento

#### MotoGP
| Pos. | N.º | Piloto                   | Constructor | Tiempo   | Diferencia |
| ---- | --- | ------------------------ | ----------- | -------- | ---------- |
| 1    | 17  | Jurgen van den Goorbergh | Honda       | 2:25,099 |            |
| 2    | 10  | Kenneth Roberts          | Suzuki      | 2:25,428 | +0,329     |
| 3    | 99  | Jeremy McWilliams        | Proton KR   | 2:25,436 | +0,337     |
| 4    | 11  | Tōru Ukawa               | Honda       | 2:26,368 | +1,269     |
| 5    | 19  | Olivier Jacque           | Yamaha      | 2:26,863 | +1,764     |
| 6    | 15  | Sete Gibernau            | Suzuki      | 2:27,063 | +1,964     |
| 7    | 8   | Garry McCoy              | Yamaha      | 2:27,290 | +2,191     |
| 8    | 7   | Carlos Checa             | Yamaha      | 2:27,570 | +2,471     |
| 9    | 3   | Massimiliano Biaggi      | Yamaha      | 2:27,609 | +2,510     |
| 10   | 6   | Norifumi Abe             | Yamaha      | 2:27,642 | +2,543     |
| 11   | 72  | Shin'ichi Itō            | Honda       | 2:28,905 | +3,806     |
| 12   | 56  | Shin'ya Nakano           | Yamaha      | 2:29,029 | +3,930     |
| 13   | 33  | Akira Ryō                | Suzuki      | 2:29,174 | +4,075     |
| 14   | 46  | Valentino Rossi          | Honda       | 2:30,242 | +5,143     |
| 15   | 9   | Nobuatsu Aoki            | Proton KR   | 2:30,746 | +5,647     |
| 16   | 31  | Tetsuya Harada           | Honda       | 2:31,449 | +6,350     |
| 17   | 21  | John Hopkins             | Yamaha      | 2:32,258 | +7,159     |
| 18   | 4   | Alexandre Barros         | Honda       | 2:32,274 | +7,175     |
| 19   | 74  | Daijirō Katō             | Honda       | 2:41,312 | +16,213    |
| 20   | 55  | Régis Laconi             | Aprilia     | 2:41,372 | +16,273    |
| 21   | 65  | Loris Capirossi          | Honda       | 2:46,315 | +21,216    |

### Práctica de calificación 2

#### MotoGP
| Pos. | N.º | Piloto                   | Constructor | Tiempo   | Diferencia |
| ---- | --- | ------------------------ | ----------- | -------- | ---------- |
| 1    | 46  | Valentino Rossi          | Honda       | 2:04,226 |            |
| 2    | 65  | Loris Capirossi          | Honda       | 2:04,409 | +0,183     |
| 3    | 72  | Shin'ichi Itō            | Honda       | 2:04,435 | +0,209     |
| 4    | 7   | Carlos Checa             | Yamaha      | 2:04,450 | +0,224     |
| 5    | 3   | Massimiliano Biaggi      | Yamaha      | 2:04,456 | +0,230     |
| 6    | 74  | Daijirō Katō             | Honda       | 2:04,491 | +0,265     |
| 7    | 33  | Akira Ryō                | Suzuki      | 2:04,746 | +0,520     |
| 8    | 19  | Olivier Jacque           | Yamaha      | 2:04,953 | +0,727     |
| 9    | 56  | Shin'ya Nakano           | Yamaha      | 2:05,098 | +0,872     |
| 10   | 10  | Kenneth Roberts          | Suzuki      | 2:05,122 | +0,896     |
| 11   | 11  | Tōru Ukawa               | Honda       | 2:05,141 | +0,915     |
| 12   | 6   | Norifumi Abe             | Yamaha      | 2:05,145 | +0,919     |
| 13   | 4   | Alexandre Barros         | Honda       | 2:05,387 | +1,161     |
| 14   | 15  | Sete Gibernau            | Suzuki      | 2:05,977 | +1,751     |
| 15   | 9   | Nobuatsu Aoki            | Proton KR   | 2:06,094 | +1,868     |
| 16   | 31  | Tetsuya Harada           | Honda       | 2:06,112 | +1,886     |
| 17   | 8   | Garry McCoy              | Yamaha      | 2:06,193 | +1,967     |
| 18   | 21  | John Hopkins             | Yamaha      | 2:06,302 | +2,076     |
| 19   | 55  | Régis Laconi             | Aprilia     | 2:06,379 | +2,153     |
| 20   | 99  | Jeremy McWilliams        | Proton KR   | 2:07,130 | +2,904     |
| 21   | 17  | Jurgen van den Goorbergh | Honda       | 2:07,308 | +3,082     |

### Práctica libre 2

#### MotoGP
| Pos. | N.º | Piloto                   | Constructor | Tiempo    | Diferencia |
| ---- | --- | ------------------------ | ----------- | --------- | ---------- |
| 1    | 46  | Valentino Rossi          | Honda       | 2:04,748  |            |
| 2    | 33  | Akira Ryō                | Suzuki      | 2:04,761  | +0,013     |
| 3    | 65  | Loris Capirossi          | Honda       | 2:04,775  | +0,027     |
| 4    | 11  | Tōru Ukawa               | Honda       | 2:05,079  | +0,331     |
| 5    | 7   | Carlos Checa             | Yamaha      | 2:05,191  | +0,443     |
| 6    | 15  | Sete Gibernau            | Suzuki      | 2:05,242  | +0,494     |
| 7    | 10  | Kenneth Roberts          | Suzuki      | 2:05,259  | +0,511     |
| 8    | 74  | Daijirō Katō             | Honda       | 2:05,329  | +0,581     |
| 9    | 6   | Norifumi Abe             | Yamaha      | 2:05,667  | +0,919     |
| 10   | 72  | Shin'ichi Itō            | Honda       | 2:05,884  | +1,136     |
| 11   | 4   | Alexandre Barros         | Honda       | 2:05,947  | +1,199     |
| 12   | 56  | Shin'ya Nakano           | Yamaha      | 2:06,028  | +1,280     |
| 13   | 3   | Massimiliano Biaggi      | Yamaha      | 2:06,094  | +1,346     |
| 14   | 55  | Régis Laconi             | Aprilia     | 2:06,227  | +1,479     |
| 15   | 19  | Olivier Jacque           | Yamaha      | 2:06,365  | +1,617     |
| 16   | 21  | John Hopkins             | Yamaha      | 2:06,761  | +2,013     |
| 17   | 8   | Garry McCoy              | Yamaha      | 2:07,240  | +2,492     |
| 18   | 31  | Tetsuya Harada           | Honda       | 2:07,273  | +2,525     |
| 19   | 9   | Nobuatsu Aoki            | Proton KR   | 2:07,420  | +2,672     |
| 20   | 99  | Jeremy McWilliams        | Proton KR   | 2:07,533  | +2,785     |
| 21   | 17  | Jurgen van den Goorbergh | Honda       | 2:07,797  | +3,049     |
| 22   | 20  | Pere Riba                | Yamaha      | 11:50,672 | +9:45,924  |

### Práctica de calificación 1

#### MotoGP
| Pos. | N.º | Piloto                   | Constructor | Tiempo   | Diferencia |
| ---- | --- | ------------------------ | ----------- | -------- | ---------- |
| 1    | 65  | Loris Capirossi          | Honda       | 2:05,052 |            |
| 2    | 46  | Valentino Rossi          | Honda       | 2:05,096 | +0,044     |
| 3    | 11  | Tōru Ukawa               | Honda       | 2:05,561 | +0,509     |
| 4    | 10  | Kenneth Roberts          | Suzuki      | 2:05,630 | +0,578     |
| 5    | 72  | Shin'ichi Itō            | Honda       | 2:05,650 | +0,598     |
| 6    | 7   | Carlos Checa             | Yamaha      | 2:05,846 | +0,794     |
| 7    | 74  | Daijirō Katō             | Honda       | 2:05,858 | +0,806     |
| 8    | 3   | Massimiliano Biaggi      | Yamaha      | 2:05,910 | +0,858     |
| 9    | 19  | Olivier Jacque           | Yamaha      | 2:06,253 | +1,201     |
| 10   | 56  | Shin'ya Nakano           | Yamaha      | 2:06,339 | +1,287     |
| 11   | 33  | Akira Ryō                | Suzuki      | 2:06,378 | +1,326     |
| 12   | 6   | Norifumi Abe             | Yamaha      | 2:06,567 | +1,515     |
| 13   | 17  | Jurgen van den Goorbergh | Honda       | 2:06,731 | +1,679     |
| 14   | 15  | Sete Gibernau            | Suzuki      | 2:06,964 | +1,912     |
| 15   | 4   | Alexandre Barros         | Honda       | 2:07,015 | +1,963     |
| 16   | 21  | John Hopkins             | Yamaha      | 2:07,686 | +2,634     |
| 17   | 9   | Nobuatsu Aoki            | Proton KR   | 2:07,822 | +2,770     |
| 18   | 55  | Régis Laconi             | Aprilia     | 2:07,916 | +2,864     |
| 19   | 8   | Garry McCoy              | Yamaha      | 2:07,976 | +2,924     |
| 20   | 31  | Tetsuya Harada           | Honda       | 2:08,168 | +3,116     |
| 21   | 99  | Jeremy McWilliams        | Proton KR   | 2:08,294 | +3,242     |
| –    | 20  | Pere Riba                | Yamaha      | 2:15,140 | +10,088    |

### Práctica libre 1

#### MotoGP
| Pos. | N.º | Piloto                   | Constructor | Tiempo   | Diferencia |
| ---- | --- | ------------------------ | ----------- | -------- | ---------- |
| 1    | 46  | Valentino Rossi          | Honda       | 2:04,884 |            |
| 2    | 65  | Loris Capirossi          | Honda       | 2:05,220 | +0,336     |
| 3    | 11  | Tōru Ukawa               | Honda       | 2:05,795 | +0,911     |
| 4    | 74  | Daijirō Katō             | Honda       | 2:05,939 | +1,055     |
| 5    | 33  | Akira Ryō                | Suzuki      | 2:06,056 | +1,172     |
| 6    | 15  | Sete Gibernau            | Suzuki      | 2:06,377 | +1,493     |
| 7    | 19  | Olivier Jacque           | Yamaha      | 2:06,646 | +1,762     |
| 8    | 6   | Norifumi Abe             | Yamaha      | 2:06,656 | +1,772     |
| 9    | 56  | Shin'ya Nakano           | Yamaha      | 2:06,680 | +1,796     |
| 10   | 72  | Shin'ichi Itō            | Honda       | 2:06,791 | +1,907     |
| 11   | 3   | Massimiliano Biaggi      | Yamaha      | 2:06,829 | +1,945     |
| 12   | 7   | Carlos Checa             | Yamaha      | 2:06,903 | +2,019     |
| 13   | 4   | Alexandre Barros         | Honda       | 2:06,919 | +2,035     |
| 14   | 8   | Garry McCoy              | Yamaha      | 2:07,154 | +2,270     |
| 15   | 10  | Kenneth Roberts          | Suzuki      | 2:07,393 | +2,509     |
| 16   | 17  | Jurgen van den Goorbergh | Honda       | 2:07,663 | +2,779     |
| 17   | 21  | John Hopkins             | Yamaha      | 2:07,672 | +2,788     |
| 18   | 99  | Jeremy McWilliams        | Proton KR   | 2:07,750 | +2,866     |
| 19   | 9   | Nobuatsu Aoki            | Proton KR   | 2:07,986 | +3,102     |
| 20   | 31  | Tetsuya Harada           | Honda       | 2:08,074 | +3,190     |
| 21   | 20  | Pere Riba                | Yamaha      | 2:09,581 | +4,697     |
| 22   | 55  | Régis Laconi             | Aprilia     | 2:10,127 | +5,243     |